# Crocidura thomensis

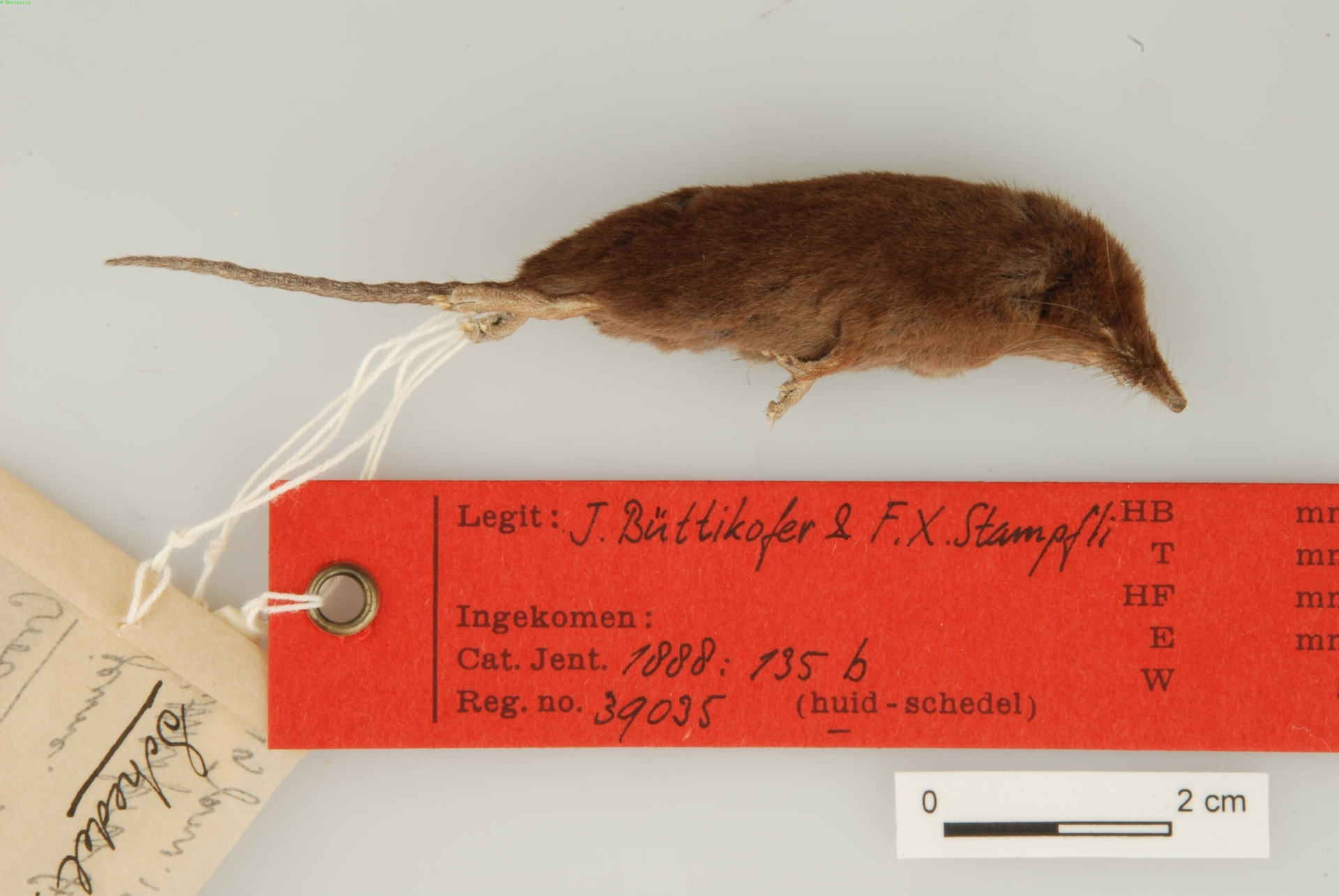
Een dood exemplaar

Crocidura thomensis is een spitsmuis uit het geslacht Crocidura. De wetenschappelijke naam van de soort werd voor het eerst geldig gepubliceerd door Bocage in 1887.
De soort komt alleen voor in de tropische bossen van het Afrikaanse eiland Sao Tomé. Vanwege zijn beperkte verspreidingsgebied en habitatverlies is het een bedreigde diersoort, hoewel er aanwijzingen zijn dat deze spitsmuis niet zo zeldzaam is als weleens wordt gedacht.